# Sydney Sweeney
Sydney Bernice Sweeney (n. 12 septembrie 1997, Spokane, Washington, SUA) este o actriță americană, cunoscută pentru apariția sa din 2018 în serialele de televiziune Everything Sucks! și Povestea slujitoarei. În anul 2019 a apărut în filmul A fost odată la Hollywood, regizat de Quentin Tarantino și în serialul de tip dramă Euforia.

## Biografie
Sydney Bernice Sweeney s-a născut pe 12 septembrie 1997 în Spokane, Washington. Mama ei este o fostă avocată de drept penal, iar tatăl ei lucrează în domeniul ospitalității. Ea are un frate. Sweeney a fost crescută în nordul statului american Idaho, într-o casă de pe malul unui lac în care familia ei a locuit timp de cinci generații. Sweeney a afirmat că provine dintr-o „familie religioasă”.
Sweeney a devenit interesată de actorie după o audiție pentru un rol de figurantă într-un film independent care se filma în zona orașului Spokane. Pentru a-și convinge părinții să-i permită să urmeze o carieră în actorie, ea le-a prezentat un plan de afaceri pe cinci ani. Sweeney s-a mutat în Los Angeles, California la vârsta de 13 ani.

## Carieră

### Primii pași în actorie (2016–2019)

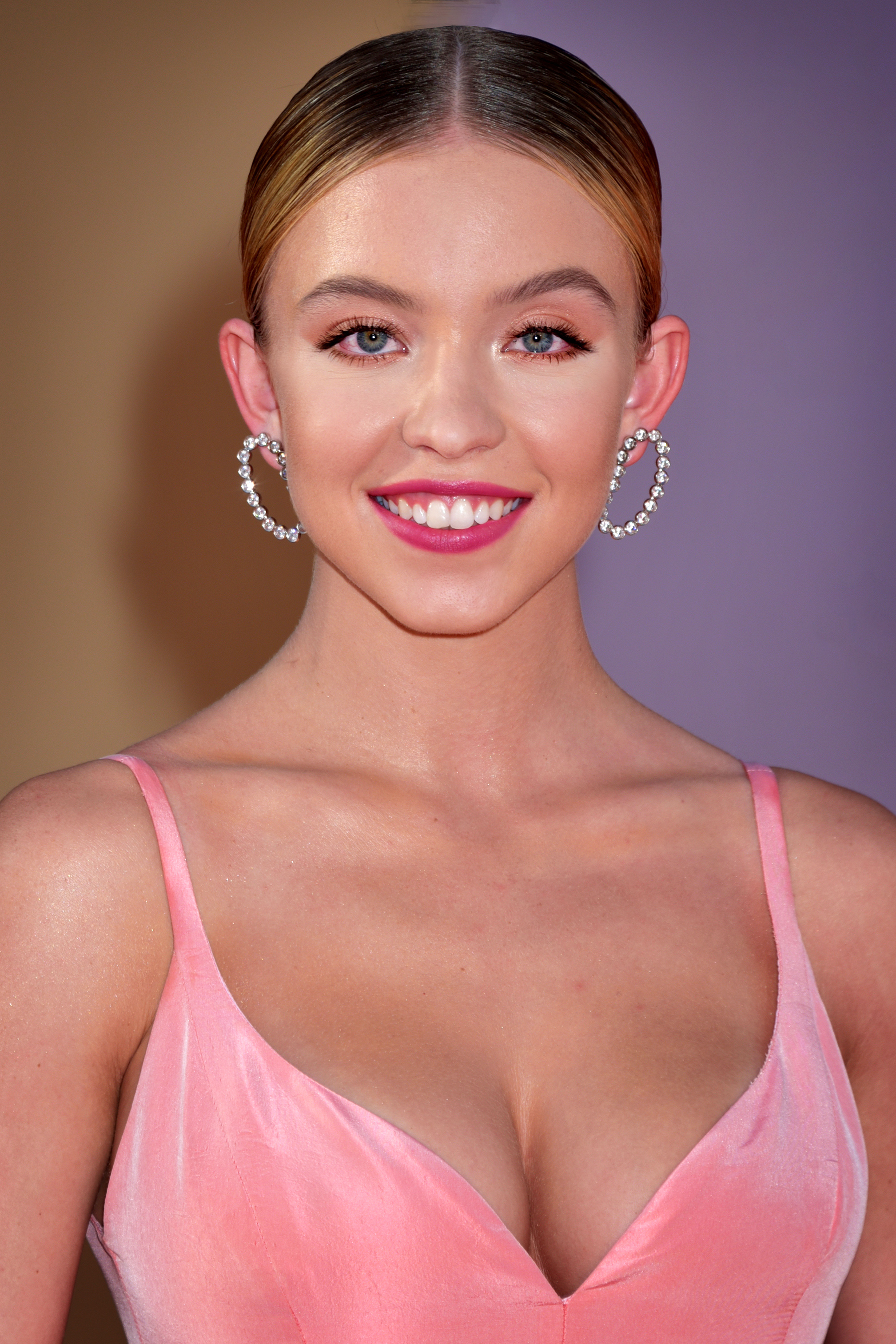
Sweeney în 2019

Sweeney și-a început cariera ca guest-star în seriale de televiziune precum 90210, Minți criminale, Anatomia lui Grey și Micuțele mincinoase. A apărut mai târziu în miniseria HBO Obiecte ascuțite, unde a jucat rolul lui Alice, o colegă de cameră pe care personajul interpretat de Amy Adams o întâlnește într-o unitate de psihiatrie. Personajul ei trebuia inițial să aibă un rol mai puțin semnificativ, dar regizorul a continuat să o includă în mai multe scene. Pentru acest rol, Sweeney a studiat poveștile unor tinere care suferă de boli mintale și autovătămare și a vizitat spitale de psihiatrie unde erau internați pacienți care s-au autovătămat.

## Viața personală
Sweeney este logodită cu omul de afaceri american Jonathan Davino din anul 2013.
Pe lângă limba sa maternă, care este engleza, Sweeney vorbește rusă și spaniolă. Ea a învățat singură rusa în timpul liceului și a studiat limba spaniolă la școală, deoarece tatăl ei locuiește în Mexic.